# Разграбване на Рим (455)
Вижте пояснителната страница за други значения на Разграбване на Рим.
Превземането на Рим в 455 г. и разграбването му от вандалите е второто падане на града във варварски ръце през пети век и третото поред от основаването му. Това събитие дава началото на израза „Вандализъм“, безсмислено унищожаване на културни ценности.

## Предистория
Западната Римска империя през 5 в. се намира в окончателен упадък и постепенно губи териториите си под натиска на заобграждащите я варварски народи. През 442 г. император Валентиниан III сключва съюз и сродяване с вожда на вандалите Гейзерик, който владее бившите римски провинции в Северна Африка. През 455 г. Валентиниан е убит при дворцов заговор и трона на западната империя е узурпиран от сенатора Петроний Максим, който се жени за вдовицата на Валентиниан, Лициния Евдоксия. Императрицата повиква на помощ Гейзерик, който с готовност се отзовава.

## Превземане и разграбване на Рим
През май 455 г. вандалският крал Гейзерик дебаркира в Италия със значителна военна сила и флот и настъпва към Рим. Петроний Максим, който не разполага с почти никаква армия е принуден да се спасява с бягство от Рим и скоро е убит от тълпата. Папа Лъв I се споразумява с Гейзерик и вратите на града са отворени пред вандалите, при условие че те няма да убиват и разрушават. С влизането си в Рим обаче, варварите го подлагат на невиждано дотогава ограбване, продължило седем дни.
Гейзерик успява да обуздае свирепостта на своите войници и разграбването протича със сравнително малък брой жертви, в сравнение с превземането на Рим през 410 г. от готите, но въпреки това варварите отвеждат голям брой пленници, включително и знатни. Пленени са също императрица Лициния Евдоксия и принцесите от императорския двор.
Отнети от града са голямо количество материални ценности, както от храмове и обществени сгради, така и от частни лица. Това е, разбира се, било свързано с унищожаването на произведения на изкуството и културата, но противно на общовъзприетото мнение, грабежа е станал като цяло без излишно насилие, разрушение или опожаряване, а е извършен бързо, организирано и методично.